# 皮爾瓦拉縣

皮爾瓦拉縣在拉賈斯坦邦的位置

皮爾瓦拉縣是印度拉賈斯坦邦的一個縣，位於該國西北部，面積10,455平方公里，識字率為62.71%，2011年人口2,410,459，人口密度每平方公里231人。

## 外部連結
- 官方网站
- Bhilwara District （页面存档备份，存于）
- Bhilwara
- Bhilwara district Profile

25°21′N 74°38′E / 25.350°N 74.633°E